# Westervoort
Westervoort es un municipio y una localidad de la provincia de Güeldres de los Países Bajos.

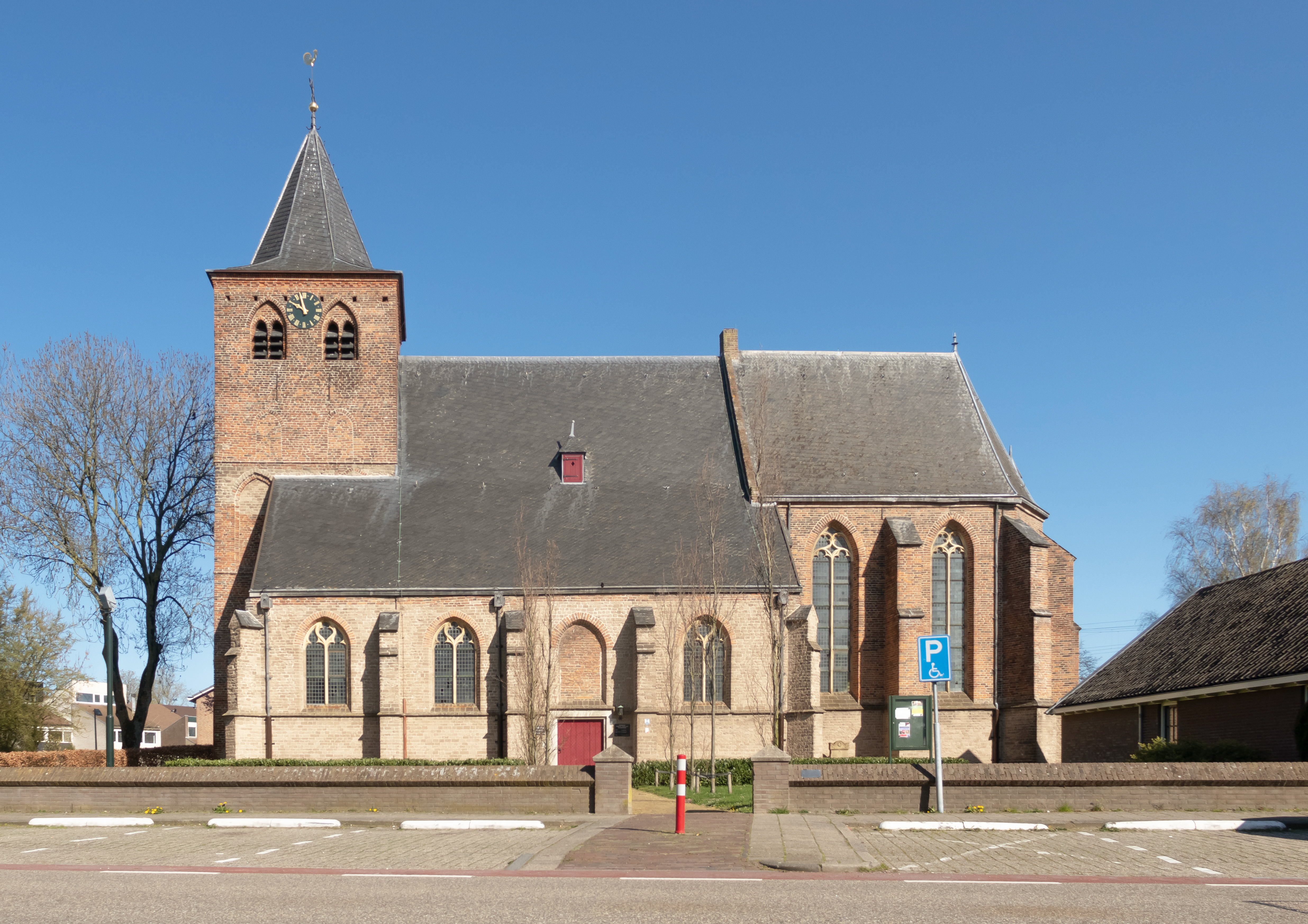
La iglesia: Sint-Werenfriedkerk

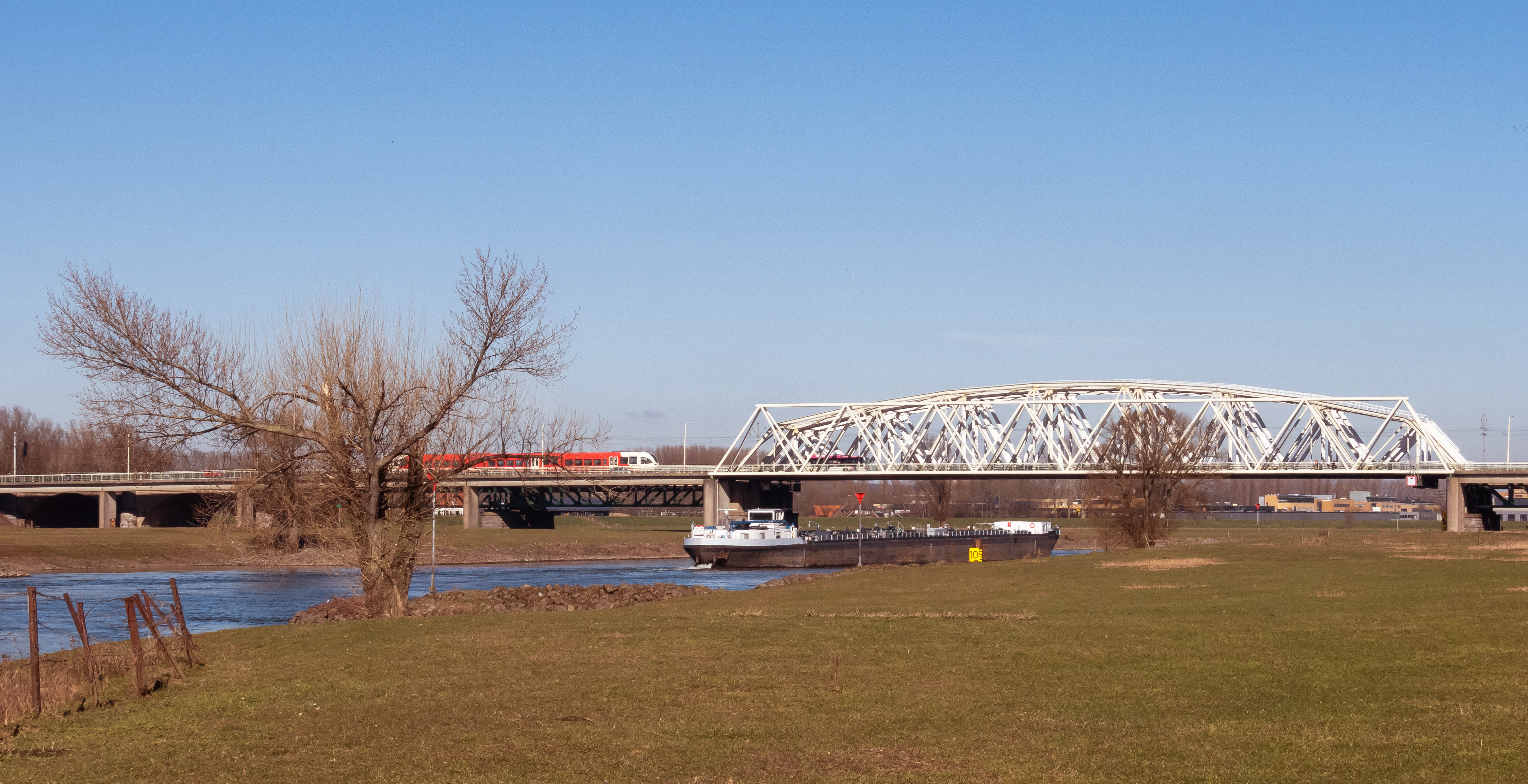
El puente: Westervoortse Brug